# Tshudo yudo
Tshudo yudo är en stekelart som beskrevs av Trjapitzin 2002. Tshudo yudo ingår i släktet Tshudo och familjen sköldlussteklar. Inga underarter finns listade i Catalogue of Life.